# Kabaret na Koniec Świata
Kabaret na Koniec Świata – polski kabaret literacki składający się z zawodowych aktorów. Założony w 2010 przy Laboratorium Dramatu, działał przy Teatrze Dramatycznym m.st. Warszawy.

## Skład
Reżyser
Wawrzyniec Kostrzewski
Aktorzy
- Izabela Dąbrowska
- Zuzanna Grabowska
- Anna Markowicz
- Olga Sarzyńska
- Michalina Sosna
- Agata Wątróbska
- Waldemar Barwiński
- Paweł Domagała
- Paweł Koślik
- Robert Majewski
- Maciej Makowski
- Mateusz Rusin
- Wojciech Solarz
- Sebastian Stankiewicz

## Twórczość kabaretu
Co miesiąc kabaret pokazuje nowy program skupiony wokół różnych tematów. Znakiem rozpoznawczym grupy jest seria skeczów Rada pedagogiczna. Do charakterystycznych postaci pojawiających się w tych skeczach należą:
- Pani Dyrektor – Izabela Dąbrowska
- Polonistka Helena – Olga Sarzyńska
- Wuefista Miecio – Sebastian Stankiewicz
- Historyk Bogdan – Paweł Koślik
- Matematyk Cecyl – Robert Majewski
- Ksiądz Damazy – Maciej Makowski

Projektem realizowanym wspólnie z Telewizją Polską (z udziałem aktorów spoza grupy) jest od 2018 roku program kabaretowy La La Poland, emitowany na antenie TVP 2; wykorzystywane są w nim skecze Kabaretu, np. Rada pedagogiczna.